# Amanda Wilson
 (février 2017).
Amanda Leigh Wilson est une chanteuse née le 13 avril 1980 à Londres.
En 1998 elle atteint la demi-finale du concours de pré-sélection anglais pour l'Eurovision.
Elle a alors attiré l'attention de quelques agents découvreurs de nouveaux talents (A&R).
En 2005 elle enregistre plusieurs morceaux avec le groupe house Freemasons, dont le tube Love On My Mind, sur lequel elle chante en fait les paroles de When The Heartache Is Over de Tina Turner sur un sample de This Time Baby de Jackie Moore.
Elle a depuis fait des featurings auprès de musiciens de musique électronique, dont le Seek Bromance de Tim Berg (aka Avicii) en 2010.

## Discographie
(liste non exhaustive)
- Love on My Mind – Freemasons (2005)
- "Electric Love" – Glamour Katz (2006)
- Watchin' – Freemasons (2006)
- "I Feel Like" – Freemasons (2007)
- "Gotta Let Go" – A. Lee (2007)
- "Intoxicated" – Raw (2007)
- "Heaven In Your Eyes" Night Drive (2007)
- "The Right Way" – Wawa & Herd (2007)
- "Disco's Revenge" – Gusto (2008)
- "Good 4 Me" – Daytone (2008)
- "Pure Emotion" – Mr Fix It (2008)
- "Found A Miracle" – Loveless (2008)
- "Keep This Fire Burning" - Outsiders (2008)
- "Need In Me" - Danny Dove & Steve Smart (2008)
- "Love Resurrection" - Aurora (2008)
- "You're Not Good For Me" - Roxy ST (2008)
- "Falling For You" - Soulcatcher (2008)
- "Saturday" - Weekend Lovers (2008)
- "Something Gotta Give" - Thomas Gold (2008)
- "Break It Off" - Audiostar (2008)
- "The Right Way (Remixes)" - Wawa & Herd (2009)
- "Make It Real" - Signs (2009)
- "Surrender" - Night Drive (2009)
- "Just Because" - Thomas Gold (2009)
- "Underneath My Skin" - Nick Bridges (2009)
- "U Sure Do" (2010)
- "Satisfaction Guaranteed" - Mr Sam and Andy Duguid (2010)
- "Love You Seek" - Samuele Sartini (2010)
- "Caught Up" - Paul Harris, Michael Gray, Jon Pearn (2010)
- "Not Over You" - Olav Basoski & Redroche (2010)
- "Smile" - Sound Of Soho (2010)
- "Sometimes" - Dim Chris (2010)
- "Seek Bromance" - Tim Berg (2010) (Amanda Wilson a rechanté "Love You Seek" sur l'instrumental "Bromance")
- "You & I" Kalwi & Remi (2011)
- "You Found Me" - Dim Chris (2011)
- Doing It Right - Remady & Manu-L feat. Amanda Wilson
- "Hello" feat Quentin Mosimann (2013)
- "Scared" : Tera and Player N Skillz feat. Amanda Wilson and Pitbull
- "Stay" : FTampa feat. Amanda Wilson
- "I want it all'' -  Summer Island POP (2019) Amanda Leigh Wilson & Björn Nilsson
- ''Chasing the Feeling'' - Summer Island POP (2019) Amanda Leigh Wilson & Björn Nilsson
- "Medicine" (avec Samuele Sartini & Fedo Mora)

### En solo
- "Spin It Again" (2009)
- "Another Minute Remix 2010" (2010)